# كيم مين-هو
كيم مين-هو (هانغل: 김민호) هو لاعب كرة قدم كوري جنوبي في مركز الهجوم، ولد في 28 ديسمبر 1991 في كوريا الجنوبية. لعب مع باليستيير خالسا.